# Дар'ївське (заповідне урочище)
Да́р'ївське — заповідне урочище місцевого значення в Україні. Розташоване в межах Шполянського району Черкаської області, при південній околиці міста Шпола. 
Площа 73,3 га. Як об'єкт природно-заповідного фонду створено рішенням Черкаського облвиконкому від 13 травня 1976 року № 288. Землекористувач або землевласник, у віданні якого перебуває заповідний об'єкт,— ДП «Звенигородське лісове господарство» (кв. 137 Шполянського л-ва).
На території заповідного урочища зростають високобонітетні лісові насадження. Поодинокі дерева дуба віком понад 150 років. Екзоти дуба пухнастого та інших порід. 

## Галерея

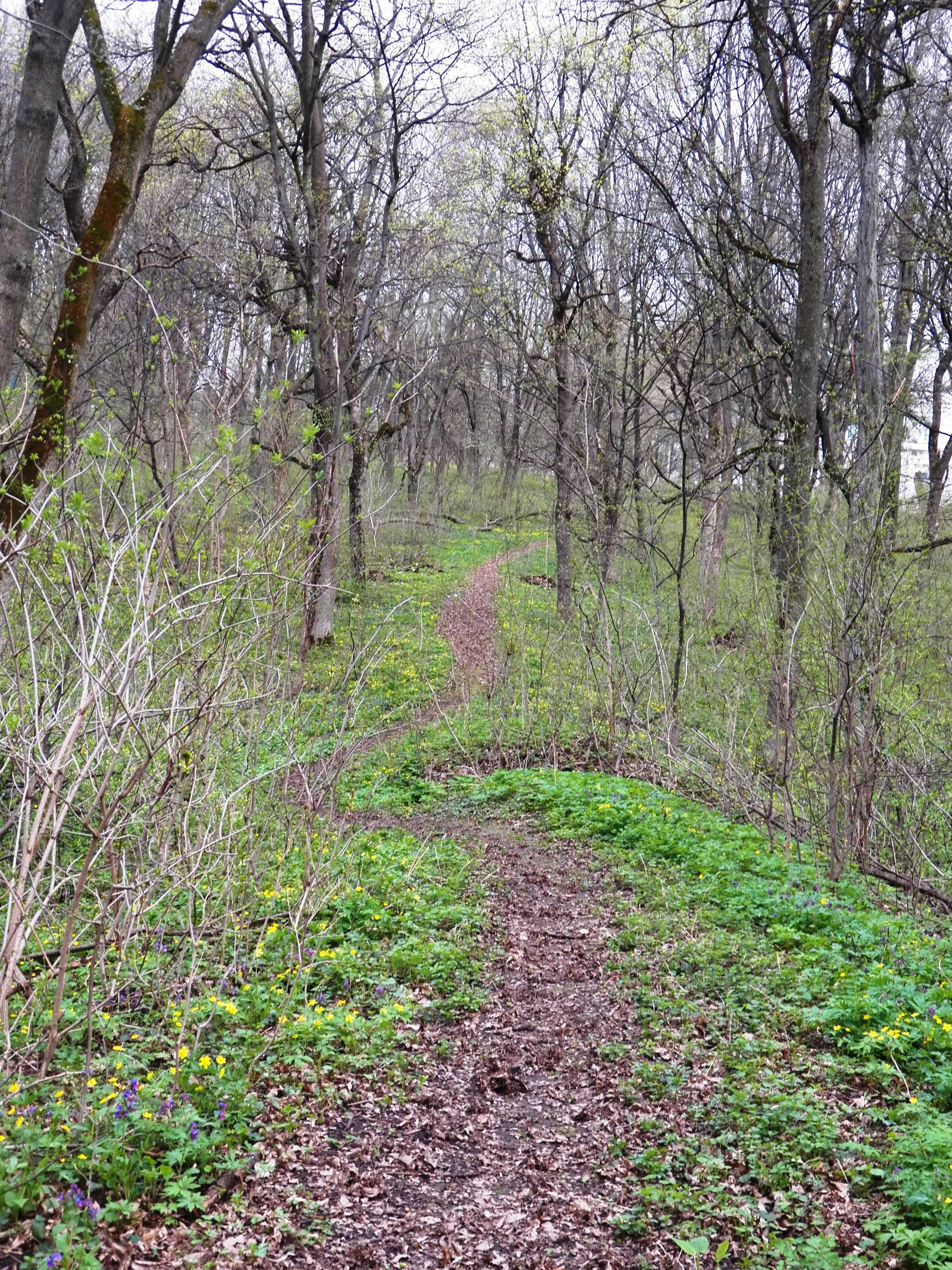
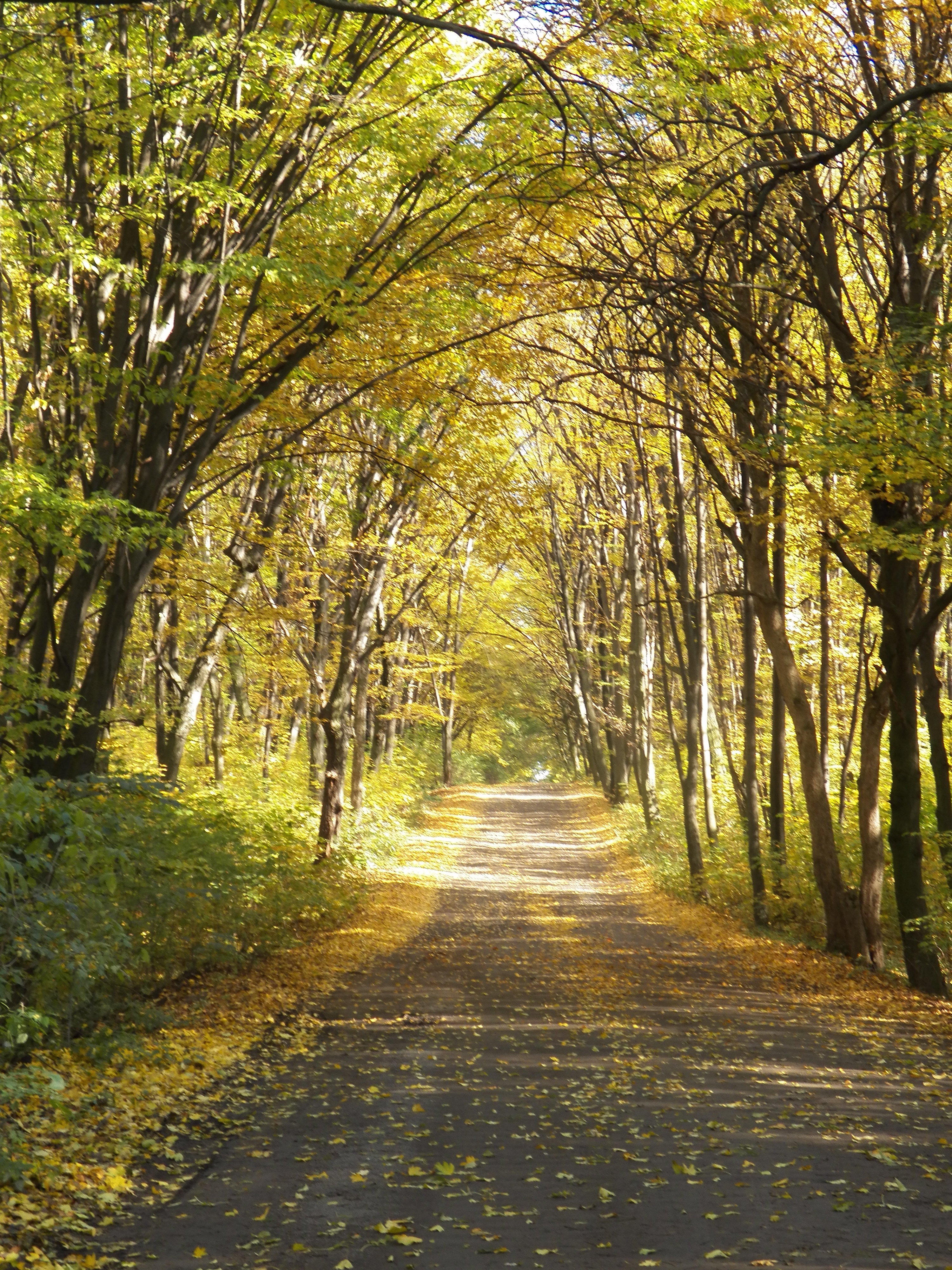
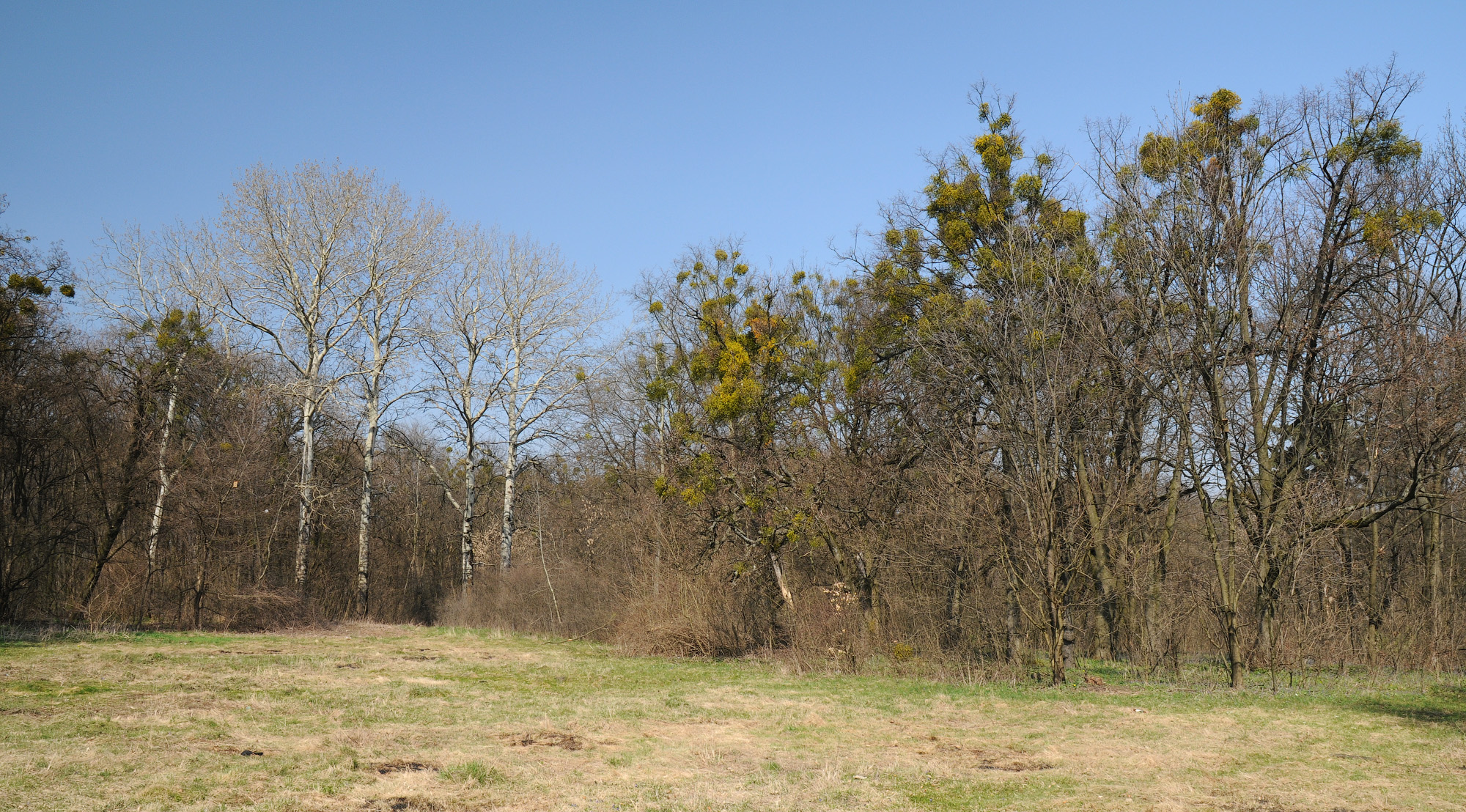